# Cnemaspis neangthyi
Espèce
Cnemaspis neangthyi est une espèce de geckos de la famille des Gekkonidae.

## Répartition
Cette espèce est endémique de la Province de Pouthisat au Cambodge.

## Description
Cnemaspis neangthyi mesure jusqu'à 54,0 mm, queue non comprise.

## Étymologie
Cette espèce est nommée en l'honneur de Neang Thy.

## Publication originale
- Grismer, Grismer & Chav, 2010 : New Species of Cnemaspis Strauch 1887 (Squamata: Gekkonidae) from Southwestern Cambodia. Journal of Herpetology, vol. 44, n. 1, p. 28–36 (texte intégral).